# Таволги (остановочный пункт)
Та́волги — остановочный пункт Свердловской железной дороги на территории Невьянского района Свердловской области России. Остановочный пункт находится на перегоне Анатольская — Быньговский участка Екатеринбург — Нижний Тагил. Ранее Таволги были разъездом.
В Таволгах две боковые пассажирские платформы. Вокзала и билетных касс нет. Здесь останавливаются пригородные электропоезда, следующие на участке Екатеринбург — Нижний Тагил, за исключением скоростных.
Рядом с остановочным пунктом есть небольшое поселение, не имеющее официального статуса населённого пункта. Владельцы 13 земельных участков в нём инициировали процесс регистрации посёлка под названием Разъезд Таволги, однако проект был отклонён Думой Невьянского городского округа в связи с невозможностью создания инфраструктуры, необходимой для населённых пунктов.
Остановочным пунктом Таволги пользуются местные жители и садоводы местных коллективных садов, а также грибники и рыболовы. Приблизительно в 350—400 метрах к юго-западу от остановочного пункта расположено живописное озеро Карасье.